# Чарка (одиниця об'єму)
Чарка — руська одиниця вимірювання об'єму рідини, яку застосовували до введення метричної системи мір і інакше називалася соткою. 1 чарка = 1/100 відра = 2 шкалики. У перерахунку на метричну систему 1 чарка = 0,12299 літра. Пара чарок становлять четушку.